# Ivankovci
Ivankovci (makedonska: Иванковци) är en ort i Nordmakedonien. Den ligger i kommunen Veles, i den centrala delen av landet, 40 kilometer sydost om huvudstaden Skopje. Ivankovci ligger 486 meter över havet och antalet invånare är 1 009.